# 長崎セインツの選手一覧
長崎セインツの選手一覧（ながさきセインツのせんしゅいちらん）は、四国・九州アイランドリーグ（現・四国アイランドリーグplus）の長崎セインツにかつて所属していた主な選手および監督の一覧である。

## 過去に在籍した主な選手

### NPB入団選手
※年はNPB入団前の最終所属年度。当球団から直接入団した選手に限る。
- 2009年
  - 松井宏次 - 東北楽天ゴールデンイーグルス（育成ドラフト1位、2010年 - 2011年）→富山サンダーバーズ（2012年）、信濃グランセローズ（2016年）[注釈 1]、福島ホープス（2017年）[注釈 2]

### その他
投手
- 安達輝誠
- 荻野優二郎
- 石田大樹 - 解散後、徳島インディゴソックス
- 井場友和 - 元・北海道日本ハムファイターズ (台湾：興農ブルズにも所属歴あり)
- ウィルフィレーセル・ゲレロ - 徳島インディゴソックスへ移籍、2010年に広島東洋カープに入団。現・福岡ソフトバンクホークス通訳
- 上村聡一
- 小林憲幸 -元・千葉ロッテマリーンズ。解散後、愛媛マンダリンパイレーツを経てオリックス・バファローズ打撃投手
- 酒井大介 - 2010年途中に香川オリーブガイナーズに移籍、2014年で退団
- ケルビン・サンチェス
- 土田瑞起 - 解散後、愛媛マンダリンパイレーツ→読売ジャイアンツ (2017年退団)
- ディオーニ・ソリアーノ - 徳島インディゴソックスへ移籍、2009年途中に広島東洋カープに入団
- 長坂秀樹
- フアン・ハビエル
- 原口晃
- 藤岡快範 - 解散後、徳島インディゴソックス
- 本田茂雄 - 解散後、三重スリーアローズ
- 前田勝宏 - コーチ兼任、元・西武ライオンズ
- 松田有二 - 解散前に退団 (2009年)。明石レッドソルジャーズ (2010年)→富山サンダーバーズ (2011年)
- 森下一平
- ホセ・ラウリアーノ

捕手
- 熊本誠也
- 坂元拓也 - 解散前に退団。2011年は富山サンダーバーズ
- 富岡拓也
- 藤本博史 - コーチ兼任、元オリックス・ブルーウェーブ
- 松本悠
- 本山真也
- 吉川公史郎

内野手
- 小野瀬将紀 - 所属当時は練習生 (選手登録歴なし)。解散後、紀州レンジャーズ→福井ミラクルエレファンツを経て[1]、茨城アストロプラネッツ兼任コーチ (2020年で退団)[2]。
- 駒井昌之 - 解散後、富山サンダーバーズ
- 外間修平
- 林孝明
- 松田良太
- 松原祐樹 - 2008年 - 2010年主将
- 水口大地 - 解散後、香川オリーブガイナーズ→埼玉西武ライオンズ (2020年退団)
- 陽耀華 - 陽耀勲の弟、陽岱鋼の兄。解散後、愛媛マンダリンパイレーツ
- 渡邉裕起

外野手
- 大西正剛 - 解散後、香川オリーブガイナーズ
- 金崎恭兵
- 島田捻理
- 庄崎龍馬
- 末次峰明 - ベストナイン（2009年）、前期MVP（2009年）
- 高井啓行
- 田中宏明 - 解散後、高知ファイティングドッグス
- 中川慧陽
- 根鈴雄次 - 解散後、徳島インディゴソックス
- 野澤潤一郎
- 町田雄飛 - ベストナイン（2008年）
- 安田慎太郎 - 解散後、神戸サンズ→高陽ワンダーズ
- 吉田臣希

## コーチ・トレーナー
- 岡本克道（コーチ）
- 古屋剛（コーチ）
- 谷口功一（コーチ）
- 大木悠司（トレーナー）

## 歴代監督
※四国・九州アイランドリーグ加入後のみ
- 河埜敬幸（2008年前期）
- 島田誠（2008年後期） - 臨時監督→総監督
- 前田勝宏（2008年後期）- 監督代行
- 長冨浩志（2009年 - 2010年前期途中）
- 古屋剛（2010年前期途中 - 2010年終了）